# Lampione
Lampione (en siciliano: Lampiuni, que significa linterna) es una pequeña isla rocosa situada en el mar Mediterráneo, la cual pertenece geográficamente a las Islas Pelagias y administrativamente a la comuna de Lampedusa e Linosa (región de Sicilia). Tiene 200 metros de largo y 180 metros de ancho con el punto más alto de la isla extendiéndose a 36 metros. Su área es de 0,036 km².
El islote está deshabitado, siendo un faro abandonado el único edificio en el área. Según una leyenda, la isla era una roca que había caído de las manos de un cíclope.
Lampione es parte de la Riserva Marina Isole Pelagie, y su vegetación y fauna están estrictamente protegidas. La vida animal incluye numerosas aves migratorias y la Armadillidium hirtum pelagicum, un crustáceo terrestre. Las aguas están pobladas por tiburones, incluyendo la especie Carcharhinus plumbeus, chernas, las langostas y variedades de corales amarillos y rosas.